# Sociedade Internacional para Complexidade, Informação e Design
A Sociedade Internacional para Complexidade, Informação e Design (ISCID) era uma organização de defesa do criacionismo que se descrevia como “uma sociedade profissional interdisciplinar que investiga sistemas complexos à parte de restrições programáticas externas como materialismo, naturalismo ou reducionismo”. Foi fundada e liderada por figuras associadas ao movimento do design inteligente, como William A. Dembski e Michael Behe.

## Visão geral
A sociedade foi lançada em 6 de dezembro de 2001 e co-fundada por William A. Dembski, Micah Sparacio e John Bracht. Dembski assumiu o papel de diretor executivo. Tinha por volta de sessenta membros, muitos deles sendo figuras associadas ao movimento do design inteligente e membros do Centro para Ciência e Cultura do Discovery Institute, incluindo Dembski, Behe, Jonathan Wells, William Lane Craig e Henry F. Schaefer. Outros membros notáveis do ISCID incluem o filósofo da religião Alvin Plantinga e o professor de física e teólogo Frank J. Tipler.
O ISCID realizou seu primeiro simpósio online em outubro de 2002, intitulado “A Origem Teleológica da Informação Biológica.”
O ISCID se descrevia como fornecendo “um fórum para formular, testar e disseminar pesquisas sobre sistemas complexos através de crítica, revisão por pares e publicação”, com o objetivo de “perseguir o desenvolvimento teórico, aplicação empírica e implicações filosóficas de conceitos teóricos de informação e design para sistemas complexos.”
O ISCID mantinha um jornal online intitulado Progresso em Complexidade, Informação e Design (PCID). Os artigos eram submetidos através do seu site e podiam aparecer no jornal se fossem aprovados por um dos membros. Dembski e Tipler acreditavam que esse processo de revisão era preferível ao processo de revisão por pares acadêmicos comumente usado em revistas mainstream, citando que a revisão por pares “muitas vezes degenera em um veículo para censurar ideias novas que rompem com os frameworks existentes.”
O ISCID também hospedava um fórum online chamado Brainstorms e mantinha uma enciclopédia da Internet online escrita por usuários e protegida por direitos autorais chamada Enciclopédia ISCID de Ciência e Filosofia. A sociedade apresentava chats online com proponentes do design inteligente e outros simpatizantes do movimento ou interessados em aspectos de sistemas complexos. Chats passados incluíram pessoas como Raymond Kurzweil, David Chalmers, Stuart Kauffman, Christopher Michael Langan e Robert Wright.
Em maio de 2011, o site da sociedade declarou que “o ISCID não está mais sendo gerenciado como uma organização”. A última edição do PCID foi publicada em novembro de 2005, seus concursos de ensaios haviam sido descontinuados e o último chat moderado foi em 2004. Até 2014, seu site já não estava mais online.

## Controvérsia da revisão por pares doPCID
O jornal do ISCID, Progresso em Complexidade, Informação e Design, foi citado como um exemplo de um periódico estabelecido por proponentes do design inteligente para publicar artigos promovendo o design inteligente sem um processo de revisão por pares com imparcialidade e rigor suficientes.  Os membros do ISCID que compunham os revisores do PCID foram caracterizados como “ardorosos defensores do design inteligente.”
A política de revisão por pares do ISCID para o PCID foi baseada no artigo do membro do ISCID Frank Tipler, que abordava o que ele via como problemas com os processos tradicionais de revisão por pares. O ISCID exigia que, para os artigos serem aceitos no arquivo, eles “precisam atender a padrões acadêmicos básicos e ser relevantes para o estudo de sistemas complexos”. Uma vez no arquivo, os artigos só precisavam ser aprovados por um único membro do ISCID para serem publicados. O ISCID diz que essa política foi projetada para fornecer revisão por pares de qualidade sem sufocar teorias que mudam paradigmas. No entanto, a Associação Americana para o Avanço da Ciência argumentou que processos de revisão como os do PCID eram diferentes do padrão aceito de revisão por pares, onde “os revisores são especialistas nos campos científicos relevantes que não têm conflito de interesse ou relações pessoais especialmente próximas com os autores ou solicitantes.”

## Companheiros
Além de orientar os vários programas da sociedade, os membros atuavam como o conselho consultivo editorial que realizava a revisão por pares do jornal da sociedade, PCID.
Lista parcial de membros do ISCID:
- Michael Behe
- John Angus Campbell
- Robin Collins
- William Lane Craig
- Bernard d'Abrera
- William A. Dembski
- Guillermo Gonzalez
- Bruce L. Gordon
- Muzaffar Iqbal
- Christopher Michael Langan
- Forrest Mims
- Scott Minnich
- Paul Nelson
- Alvin Plantinga
- Henry F. Schaefer, III
- Jeffrey M. Schwartz
- Richard Sternberg
- Frank J. Tipler
- Jonathan Wells